# Мирсад Дедич
Мирсад Дедич (босн. Mirsad Dedić, нар. 4 лютого 1968, Сребреник) — боснійський футболіст, що грав на позиції воротаря.
Виступав, зокрема, за клуби «Градина», «Сараєво» та «Слобода» (Тузла), а також національну збірну Боснії і Герцеговини.

## Клубна кар'єра
У дорослому футболі дебютував виступами за команду «Градина». Своєю грою за цю команду привернув увагу представників тренерського штабу клубу «Сараєво», до складу якого приєднався 1996 року. Відіграв за команду з боснійської столиці наступні три сезони своєї ігрової кар'єри. Більшість часу, проведеного у складі «Сараєва», був основним гравцем команди і допоміг команді виграти чемпіонат та два кубка країни.
1999 року перейшовши до швейцарського клубу «Івердон Спорт», але стати основним гравцем не зумів і повернувся на батьківщину, де грав за «Джерзелез» та «Будучност» (Бановичі).
Влітку 2001 знову став гравцем «Сараєва», вигравши з ним у першому ж сезоні ще один Кубок Боснії і Герцеговини.
На початку 2003 року перейшов до клубу «Слобода» (Тузла), за який відіграв два з половиною сезони. Завершив професійну кар'єру футболіста виступами за команду «Слобода» у 2005 році.

## Виступи за збірні
6 листопада 1996 року дебютував в офіційних матчах у складі національної збірної Боснії і Герцеговини в товариському матчі проти Італії (2:1). Він швидко витіснив з основи досвідченого Фахрудина Омеровича і майже безперервно стояв у воротах збірної протягом трьох років.
Його останнім міжнародним матчем став товариський матч проти Катару (0:2) в січні 2000 року. Загалом протягом кар'єри в національній команді, яка тривала 2 роки, провів у її формі 27 матчів.

## Досягнення
- Чемпіон Боснії і Герцеговини: 1998/99
- Володар Кубка Боснії і Герцеговини: 1996/97, 1997/98, 2001/02
- Володар Суперкубка Боснії і Герцеговини: 1997